# Zorzines abeliae
Zorzines abeliae är en fjärilsart som beskrevs av Sato 1990. Zorzines abeliae ingår i släktet Zorzines och familjen nattflyn. Inga underarter finns listade i Catalogue of Life.